# Heyrovskýite
La heyrovskýite è un minerale.